# 100 gecs
100 gecs és un duet musical estatunidenc creat l'any 2015 i format per Dylan Brady i Laura Les. Van publicar el seu àlbum de debut, 1000 gecs, el 2019, amb crítiques favorables, seguit d'un àlbum de remescles, 1000 gecs and the Tree of Clues, el 2020. Van publicar el seu segon àlbum d'estudi, 10.000 gecs, el 2023. La seva música destaca per la barreja sovint caòtica però contagiosa de diversos estils, i s'ha descrit com a continuadora del gènere hyperpop de la dècada del 2010.

## Trajectòria
Brady i Les, que vivien a pocs quilòmetres de distància a l'àrea metropolitana de Saint Louis (Kirkwood i Webster Groves, respectivament), es van conèixer per primera vegada durant l'època d'institut en un rodeo. Això no obstant, no van tenir la idea de col·laborar fins a retrobar-se després en una festa el 2012. L'hivern de 2015, Les i Brady van produir música per primera vegada junts, gravant a Chicago i, finalment, van publicar el seu primer EP, 100 gecs, el 12 de juliol de 2016. L'origen del nom «100 gecs» és discutit, ja que Brady i Les han ofert explicacions diverses i contradictòries en les entrevistes.
Malgrat els plans per gravar més música, no van poder trobar prou temps fins que van fer una sessió de DJ conjunta per al Minecraft Fire Festival 2019. Després d'aquesta col·laboració van continuar treballant en cançons i van publicar el seu àlbum debut, 1000 gecs, el 31 de maig de 2019. Segons Will Pritchard a The Independent, l'àlbum va ajudar a consolidar l'eclèctic estil hyperpop dels anys 2010 portant el gènere «a les seves conclusions més extremes i extremadament contagioses: ritmes de trap de la mida d'un estadi processats i distorsionats fins a gairebé la destrucció, sobreexcés, veus emo i cascades d'arpegis rave».
El novembre de 2019 el duet va aparèixer a la sèrie web FishCenter Live i va interpretar les cançons «800db Cloud» i «Stupid Horse» davant d'un d'un croma amb un aquari. 100 gecs van ser nomenats «Artist You Need to Know» per Rolling Stone el 2019. The New York Times va qualificar 1000 gecs com el millor àlbum del 2019, i va ser classificat entre els millors àlbums de l'any per Crack Magazine, Noisey, Paper, Pitchfork i Stereogum. Cap a finals del 2019 Brady va anunciar un àlbum de remescles, Tree of Clues, que es va publicar el 10 de juliol de 2020.
100 gecs va signar amb Atlantic Records el 2020. Brady va declarar a NME que «estem intentant ser molt grans, intentant ser tan grans com Ed Sheeran». El 15 de novembre de 2020 van publicar el senzill «Lonely Machines» amb el grup 3OH!3, i van seguir amb la nadala «Sympathy 4 the Grinch». Brady va produir diverses cançons per a Rico Nasty el 2020 com «iPhone» i «OHFR?», ambdós senzills del seu àlbum debut Nightmare Vacation (2020). La producció de dues cançons més de l'àlbum també es van acreditar tant a Brady com a Les col·lectivament com a 100 gecs.
A principis de 2021 el grup va publicar una remescla de «One Step Closer» de Linkin Park per a commemorar el 20è aniversari de l'àlbum d'estudi de debut de Linkin Park, Hybrid Theory. Després es van embarcar en projectes independents, amb Les publicant el seu primer senzill en solitari «Haunted» al març, i Brady publicant l'àlbum debut de la seva banda Cake Pop, Cake Pop 2, a l'abril.
El juliol de 2021, el duet va anunciar la gira «10000 gecs», amb concerts a Amèrica del Nord durant l'octubre i el desembre. El 6 de setembre 100 gecs va anunciar el seu segon àlbum d'estudi, 10.000 gecs. Segons Steven Horowitz de Pitchfork, l'àlbum és més comercial i «madur» en el seu so que els seus treballs anteriors, i inclou cançons on s'escolta Les sense Auto-Tune. La gira de 10000 gecs va començar el 8 d'octubre al Fox Theatre d'Oakland i va acabar el 9 de desembre, a la sala Terminal 5 de Nova York, el qual es va transmetre en directe a Twitch. El 19 de novembre 100 gecs van llançar el primer senzill de l'àlbum, «MeMeMe», durant la seva gira, amb un vídeo musical calidoscòpic que presenta la parella ballant amb vestits de mag. Aquestes bates van ser creades per Elly Golterman i usades durant les seves gires el 2021 i el 2022.
Més endavant, van començar la seva gira per Europa amb un concert al Vega de Copenhaguen l'11 d'agost de 2022, i la van tancar al SWG3 de Glasgow el 5 de setembre. El 12 d'abril de 2022, 100 gecs van publicar «Doritos & Fritos» com el segon senzill de 10.000 gecs. El 16 de maig de 2022 es va publicar un videoclip de la cançó, amb el duet volant per un desert mentre la notícia informa de les seves accions, així com amb un cameo de Danny DeVito. El 2 de desembre de 2022, 100 gecs van publicar el seu segon EP, Snake Eyes. També van anunciar que es publicaria 10.000 gecs el 17 de març de 2023. Van presentar la cançó «Hollywood Baby» el 16 de febrer de 2023, juntament amb un videoclip, com el tercer senzill de l'àlbum.

## Estil i influències
La seva música s'ha considerat un «assalt anàrquic a les orelles» que «llença trops pop convencionals en totes les direccions possibles», així com a «pop abrasiu i maximalista» amb «elements de punk, nightcore, ska, dubstep, trance, metal i happy hardcore, tot plegat en una gran batedora d'internet». Les va explicar que «la fusió de gèneres» és «més natural del que la gent pensa», i va afegir que el grup «no s'esperava que 1000 gecs tingués tanta repercussió entre la gent».
Brady ha afirmat que l'estil de 100 gecs està influenciat per Breathe Carolina, John Zorn i I See Stars, entre d'altres, a força d'improvisació musical. Les es va interessar per fer música quan era adolescent quan va aconseguir la seva primera guitarra: «sempre ha volgut ser compositora» i ha dit que «estima qualsevol cosa amb una melodia enganxosa». Ha citat Naked City, Playboi Carti, 3OH!3 i Cannibal Corpse com a influències. A tots dos els va inspirar la cançó de Skrillex «Scary Monsters and Nice Sprites».

## Discografia
- 100 gecs (EP, 2016)
- 1000 gecs (2019)
- 1000 gecs and the Tree of Clues (2020)
- 10.000 gecs (2023)